# Синагога Хевра Тхилим
Синагога Хевра Тхилим (от ивр. "Псалмопевческое братство"‎) — синагога, находящаяся в Польше в городе Скавина Краковского повята Малопольского воеводства. Находится на пересечении улиц Бабетты и Казимира Великого. Охраняемый памятник Малопольского воеводства.
Синагога была построена в 1894 году по инициативе еврейского псалмопевческого братства «Хевра Тхилим». К синагоге прилегало здание, в котором располагались хедер, миква и жилое помещение раввина. Во время Второй мировой войны синагога была разрушена немцами. После войны в синагоге размещалось жилое помещение, потом был магазин. После реставрации в здании стал размещаться офис.
Ориентированное кирпичное здание построено на прямоугольном плане. До настоящего времени синагога сохранила свой первозданный внешний вид, в том числе высокие, полукруглые окна.
2 апреля 1996 года синагога была внесена в реестр памятников культуры Малопольского воеводства (№ A-712).